# Nans van Leeuwen
Ferdinanda Emilia (Nans) van Leeuwen (Amsterdam, 23 december 1900 - Rotterdam, 1 januari 1995) was een Nederlandse tekenares, kinderboekenschrijfster en illustratrice.
Nans (Nandy) van Leeuwen kwam uit een artistieke familie. Haar vader Klaas van Leeuwen was schilder, sierkunstenaar en tekenleraar en ook familie van moederszijde Vaarzon Morel was kunstzinnig. In 1922 voltooide zij haar opleiding aan de Rijksacademie voor Beeldende Kunsten in Amsterdam.
Nans van Leeuwen was van 1922 tot 1962 tekenlerares aan de Industrieschool voor Meisjes in Rotterdam.
In 1928 verscheen bij G.B. van Goor Zonen in Gouda het boek Sint Nicolaasvertellingen, geschreven door Jan Boer (1899-1983) met platen van Nans van Leeuwen. Later verschijnt dan ook nog Groningsche Sprookjes en Vertellingen in 1930. Ook verzorgde ze de illustratie van De avonturen van poes Minet, geschreven door Oom Adriaan, uitgegeven door Kluitman in 1946.
Bekend werd zij vooral door de tekeningen in de Piggelmeeboekjes, die zij in de jaren ’30 en ’40 van de vorige eeuw voor koffiebranderij Van Nelle in Rotterdam tekende.
Zij werkte mee aan het illustreren van vele kinderboeken en het ontwerpen van de boekbanden voor het merendeel van deze boeken.
Nans van Leeuwen schreef daarnaast zelf verschillende kinderboeken, die zij ook illustreerde. Enkele voorbeelden:
- Kwekkie gaat naar de eendenschool (196x)
- Moeder Muis houdt grote schoonmaak (1963)
- Sneeuwpret (197x)
- Sinterklaas is jarig (1971), hierin onder meer het verhaaltje 'Dapper Josientje'
- Schoonmaak bij de muisjes (198x)
- De muizen gaan verhuizen! (herdr. 1983)
- De sneeuwman van Jaap en Jetje (herdr. 1983)
- Lotje in luilekkerland (herdr. 1983)
- Het verdwaalde eendje (herdr. 1983)
- Het feest van de tuinkabouter (herdr. 1983)

## Bron
- Rijksbureau voor Kunsthistorische Documentatie in Den Haag